# Papiro 87
Il Papiro 87 ({\displaystyle {\mathfrak {p}}}87) è un antico manoscritto del Nuovo Testamento: si tratta del più antico testimone conservatosi della Lettera a Filemone, di cui conserva i versetti 13-15 e 24-25. È stato datato paleograficamente all'inizio del III o al tardo II secolo.
Il testo greco di questo codice è un rappresentante del tipo testuale alessandrino (o proto-alessandrino); Kurt Aland lo ha descritto come un «testo normale» e lo pose nella categoria I. È attualmente conservato all'Università di Colonia (P. Col. theol. 12).